# Jesús García Marín
Jesús García Marín va néixer a La Puerta de Segura, Jaén, l'1 d'abril de 1961. És llicenciat en Història General (UIB, 1984), redactor i editor.
Ha publicat articles sobre la Il·lustració i històries de Mallorca i de les Canàries. Ha coordinat els quaderns bibliogràfics de la Historia de las Baleares (1990) i la Guia azul de Mallorca i altres indrets (editorial Gaesa). Ha col·laborat en la premsa de Palma.
El 1982 fundà, amb Albert Saoner i Camilo José Cela Conde la revista Taula, Cuadernos de pensamiento (Dep. de Filosofia, UIB). El 1984 presentà la seva tesi de Llicenciatura (dirigida per Ernest Belenguer) sobre Buenaventura Serra i la cultura del s. XVIII.
Ha publicat (la majoria en col·laboració amb altres autors) els següents llibres:
- Repertori de publicacions periòdiques actuals. Aportacions Bibliògrafiques 2. Institut d'Estudis Baleàrics. Palma, 1989
- Els mallorquins i la Revolució. Exposició sobre la Revolució francesa en el Palau Solleric
- Cuadernos Bibliográficos de la Historia de las Baleares. Editorial Formentor (Palma)
- Historia del Ciclismo en Mallorca (1865-1990). Palma, 1991
- Mallorca. Colección Imagen. El Viajero Independiente, Ed. Júcar, Gijón, 1996-1997
- Alfredo Kraus / Víctor Ochoa. Ediciones Nobel, Oviedo, 2001
- Mallorca, Sierra de Tramuntana. Promomallorca, Gráficas García, Palma, 1991
- Notas sobre la historia de la vela deportiva en Baleares. Miramar Ediciones. Palma, 1999.

Ha coordinat:
- La Cultura mallorquina desde la Edad Media hasta el siglo XX, homenaje al padre Miquel Batllori. Estudis Baleàrics (núms. 29-30). Institut d'Estudis Baleàrics. Palma, 1988
- América y Mallorca del predescubrimiento hasta el siglo XX. Ayuntamiento de Palma-Instituto de Cooperación Iberoamericana-Comisión Nacional del V Centenario-Miramar Ediciones, Palma, 1991
- Miquel Batllori Munné, Memòria viva de Mallorca 1941-47. Estudis Baleàrics, 76-77 (2003-2004).